# Josquin Baston
Josquin Baston (* um 1515; † um 1576) war ein franko-flämischer Komponist der Renaissance.

## Leben und Wirken
Von Josquin Baston konnten bisher keine genauen Geburts- und Sterbedaten ermittelt werden; auch über den Lauf seines Lebens und die Orte seines Wirkens ist nichts bekannt geworden. Nachdem in mehreren Liedern von ihm seine Vertrautheit mit der niederländischen Sprache sichtbar ist, schließen Musikhistoriker auf eine flandrische Abstammung und eine länger dauernde Tätigkeit in den damaligen Niederlanden. Die einzigen direkten Belege seines Schaffens sind das Erscheinen seiner Werke bei den Verlegern Tielman Susato und Pierre Phalèse; diese deuten ebenfalls auf ein niederländisches Wirken hin. Seine Komposition eines Trauergesangs zum Tod des Komponisten Johannes Lupi († 1539) sprechen für eine nähere Beziehung zu dem Meister aus Cambrai, möglicherweise auch für eine Schülerschaft Bastons.
Die Namensähnlichkeit mit dem Musiker Johann Baston (oder Paston), der in den 1550er Jahren bis 1566 an den Höfen in Wien, Krakau und Dresden sowie in Dänemark und Schweden wirkte, hat zur Frage der Identität der Personen geführt. Nachdem aber die Kompositionen des Johann Baston in sächsischen, norddeutschen und dänischen Handschriften überliefert wurden und von den bei Susato und Phalèse erschienenen Werken des niederländischen Baston gänzlich getrennt sind, wobei die Handschriften des letzteren nur in süddeutschen, französischen und italienischen Quellen überliefert wurden, überwiegt heute die plausible Annahme, dass es sich um zwei verschiedene Komponisten handelt.

## Bedeutung
Von Josquin Baston liegt heute ein beträchtliches Gesamtschaffen vor; dieses beschränkt sich, soweit die Überlieferung bisher bekannt wurde, auf die Kompositionstypen der Motette sowie des französischen wie des niederländischen Liedes. Weil jedoch bisher nur wenige quellenkritische Neuausgaben von Bastons Werken erschienen sind, ist ein Urteil über das Schaffen dieses Komponisten deutlich erschwert. Seine Motetten zeigen den neuen deklamatorischen Klangstil, der sich ab der Mitte des 16. Jahrhunderts in den Niederlanden zu verbreiten begann. In seinen Chansons begegnet man vielen Satzformen, die von akkordischen Satztechniken, liedhaften und von Wiederholungen geprägten Themen bis zu einer breiten motettischen Imitation sowie kanonischen Verdopplungen reicht.

## Werke
- Geistliche Werke mit gesicherter Autorschaft
  - „Confitebor tibi domine“ zu fünf Stimmen
  - „Congregati sunt inimici nostri“ zu sechs Stimmen
  - „Conscientias nostras“ (1914 verbrannt)
  - „Delectare in domino“ zu vier Stimmen
  - „Discedite a me omnes“ zu fünf Stimmen
  - „Domini est terra“ zu vier Stimmen
  - „Eheu dolor“ zu sechs Stimmen
  - „Factum est cor meum“ zu vier Stimmen (1914 verbrannt)
  - „Qui confidunt in Domine“ zu fünf Stimmen
  - „Si pauper nihil auferat“ zu vier Stimmen
  - „Virgo gloriosa Caecilia“ zu sechs Stimmen
- Geistliche Werke mit unsicherer Autorschaft
  - „Christus resurgens a mortuis“ zu vier Stimmen; teilweise Baston, teilweise Jean Richafort, teilweise Heinrich Glarean zugeschrieben, wahrscheinlich von Richafort
  - „Domine ne in furore“ zu vier Stimmen; teilweise Baston zugeschrieben (1914 verbrannt), teilweise Philippe Verdelot, teilweise Josquin, teilweise Thomas Stoltzer zugeschrieben, teilweise anonym, wahrscheinlich von Verdelot
  - „Dum transisset sabbatum“ zu fünf Stimmen; teilweise Baston, teilweise Johannes de Cleve zugeschrieben, teilweise anonym, wahrscheinlich von Baston
  - 1 Motette zu vier bis sechs Stimmen, erschienen Düsseldorf 1561, seit dem Zweiten Weltkrieg verschollen
- Geistliche Werke, die mit größter Sicherheit Johann Baston (Paston) zuzuschreiben sind
  - Missa „Bewahr mich Herr“ zu fünf Stimmen
  - „Allein zu dir her Jesu Christ“ zu drei Stimmen
  - „Aspice domine“ zu drei Stimmen
  - „Christ ist erstanden, Christ lag in Todesbanden“ zu fünf Stimmen
  - „Emitte domine sapientiam“ zu drei Stimmen
  - „Gott ist mein Licht“ zu vier Stimmen
  - „Postquam consumati sunt“ zu drei Stimmen
  - „Sancta trinitas“ zu drei Stimmen
  - „Si bona suscepimus“ zu drei Stimmen
  - „Spes mea domine“ zu drei Stimmen
- Weltliche französische Chansons
  - „Accordez moy que vestre soye“ zu fünf Stimmen
  - „Au despartir mon cueur“ zu vier Stimmen
  - „C’est a grant tort qu’on dict“ zu vier Stimmen
  - „Contre raison me donnes martire“ zu vier Stimmen
  - „Crainte et espoir m’oppressant“ zu vier Stimmen
  - „Dame per ta rudesse“ zu vier Stimmen
  - „D’argent me plains“ zu vier Stimmen
  - „Doulce me memoire“ zu drei Stimmen
  - „Entre vous filles de quinze ans“ zu vier Stimmen
  - „Fors seulement rigueur torment“ zu vier Stimmen
  - „Je voy amy comme ailleurs“ zu vier Stimmen
  - „Languir me fais“ zu fünf Stimmen
  - „Le bon espoir“ zu fünf Stimmen
  - „Le content est riche“ zu drei Stimmen
  - „Long temps ya sous“ zu fünf Stimmen
  - „Mon pauvre cueur qui sans“ zu vier Stimmen
  - „Mon triste cueur plain de melancolye“ zu vier Stimmen
  - „Puis que malheur me tient“ zu fünf (?) Stimmen
  - „Sans la changer constant“ zu vier Stimmen
  - „Sans ton secours“ zu fünf Stimmen
  - „Si je sais dueil“ (Stimmenzahl unbekannt, nur Bass und Quintus erhalten)
  - „Si loyal amour“ zu vier Stimmen
  - „Si mon languir t’est grant contentement“ zu vier Stimmen; Intabulierung in Hortus musarum, Löwen 1552
  - „Si par aymer et souffir“ zu vier Stimmen
  - „Si tu te plains d’amour“ zu vier Stimmen
  - „Toutes le nuicts aussi vient“ zu vier Stimmen; hierzu Kontrafaktur „Heut ist geboren Gottes Sohn“
  - „Triste confortée a tousjours“ zu drei Stimmen
  - „Ung souvenir me conforte et contente“ zu fünf Stimmen
  - „Ung souvenir en fermete“ zu vier Stimmen
  - „Veuillant fuyr“ zu vier Stimmen
  - „Vivr’ en espoir“ zu vier Stimmen
  - „Vostre a jamais par heritage“ zu fünf Stimmen
- Chansons mit zweifelhafter Autorschaft
  - „Je prens en gré la dure mort“ zu sechs Stimmen; teilweise Baston, teilweise Jacobus Clemens non Papa, teilweise Clément Janequin, teilweise Rogier Pathie zugeschrieben, teilweise anonym, am ehesten wohl von Clemens non Papa
- Niederländische Lieder (alle zu vier Stimmen)
  - „Een gilde heeft syn“
  - „Een gilde jent“
  - „Een meysken was vroech“
  - „Lecker Beetgen“
  - „Lyden en verdraghen“
  - „Naelde, naelde“
  - „Verheucht u nu“